# Guillaume-Alfred Heinrich
Pour les articles homonymes, voir Heinrich.
Guillaume-Alfred Heinrich, connu sous le nom de plume de Constant Pautrier, né le 4 décembre 1829 à Lyon, et mort dans cette même ville le 19 mai 1887, est un universitaire, doyen de la Faculté des lettres de Lyon, et un écrivain français.

## Biographie
Guillaume-Alfred Heinrich étudie au lycée de Lyon puis à l'école normale supérieure où il se lie d'amitié avec Adolphe Perraud. Il suit également les cours de Frédéric Ozanam à la Sorbonne.
Il devient professeur de lettres étrangères à la faculté des Lettres.  Il succède à Antoine Dareste de La Chavanne comme doyen, 
Guillaume-Alfred Heinrich  est membre, en 1869,  et secrétaire général de l'Académie des sciences, belles-lettres et arts de Lyon.
Il est nommé chevalier de la Légion d'honneur le 7 août 1870 et la même année, l’Académie française lui décerne le prix Bordin pour Histoire de la littérature allemande.

## Publications
Les Invasions germaniques en France, avec deux cartes des frontières française et allemande avant 1789 et en 1870, Paris, 1871, Hachette, 156 p. lire en ligne sur Gallica
Le Parcival de Wolfram d'Eschenbach et la légende du Saint-Graal, étude sur la littérature du Moyen Âge, Paris, 1855,  A. Franck, 228 p.  lire en ligne sur Gallica